# Тубиланду, Ндемби
Ндемби Тубиланду (фр. Ndimbi Tubilandu; 15 марта 1948, Киншаса, Колонии Бельгии — 17 июня 2021, Киншаса) — заирский футболист, вратарь. Участник чемпионата мира по футболу 1974.

## Биография
В 1974 году играл за заирский клуб «Вита» из города Киншаса. В 1973 году стал победителем Африканского Кубка чемпионов.
Выступал за национальную сборную Заира. Участник Кубка африканских наций 1974 в Египте, на котором он вместе с командой стал победителем турнира.
В 1974 году главный тренер Заира Благоя Видинич вызвал Ндемби Тубиланду на чемпионат мира, который проходил в ФРГ и стал первым мундиалем для Заира в истории. Тубиланду был заявлен под 12 номером. В своей группе команда заняла последнее 4 место, уступив Шотландии, Бразилии и Югославии с общей разницей голов 0-14. Ндемби сыграл только в 1 матче на турнире, против Югославии: он был выпущен на замену на 21-й минуте, когда счет был уже 0-3, и пропустил еще 6 мячей.
Всего за сборную Заира провёл 2 матча.

## Смерть
17 июня 2021 года умер в клинике Нгалиема в Киншасе после длительной болезни.

## Достижения
- Победитель Кубка африканских наций: 1974
- Победитель Африканского Кубка чемпионов: 1973